# Museo nazionale preistorico etnografico Luigi Pigorini
Il Museo nazionale preistorico etnografico Luigi Pigorini è stato un museo statale italiano.
Istituito a Roma, è stato intitolato al suo fondatore Luigi Pigorini. Dal settembre 2016 il museo, assieme ad altri quattro istituti, è confluito nel nuovo Museo delle civiltà.

## Storia

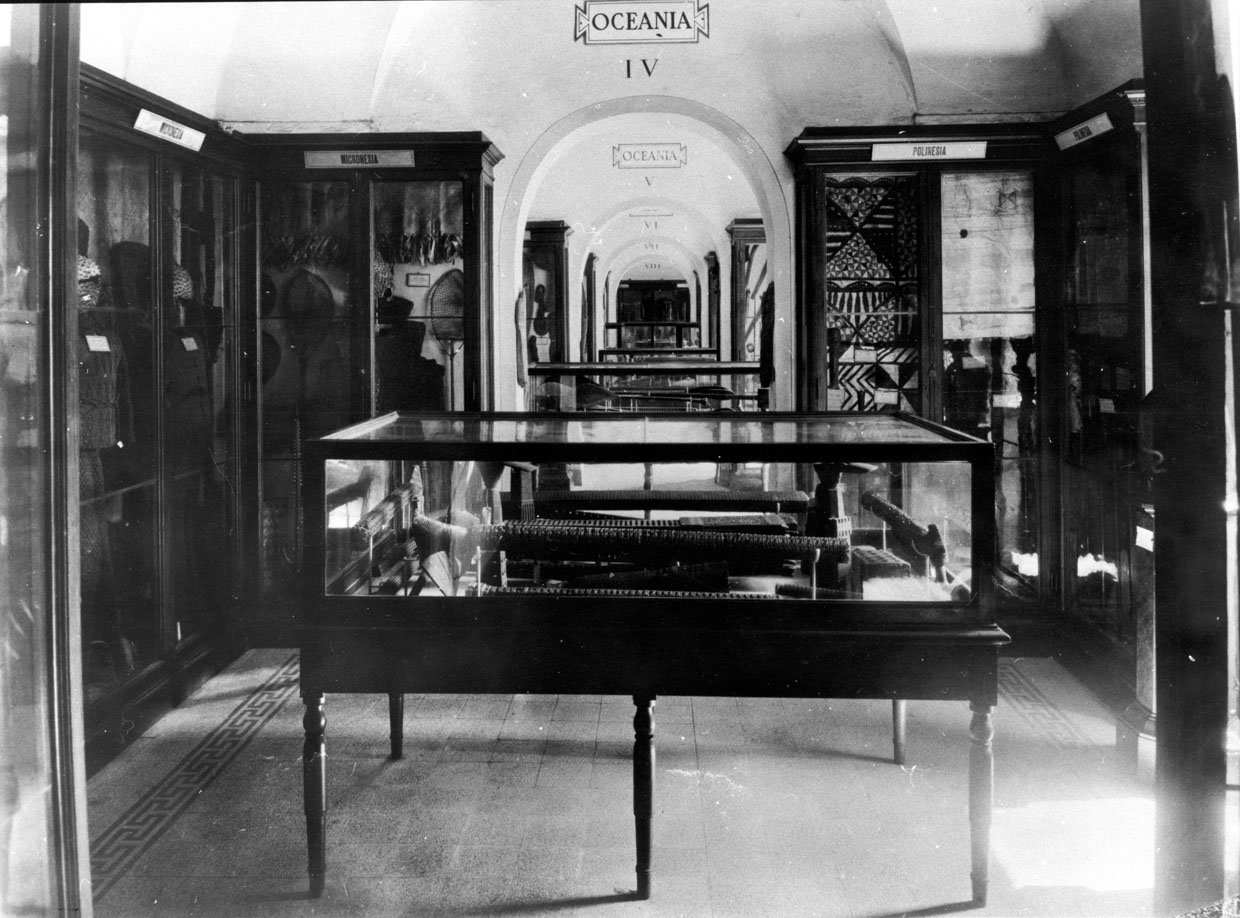
Foto d'epoca del primo allestimento del Museo Preistorico Etnografico "Luigi Pigorini" presso il Collegio Romano (foto d'archivio del Museo delle Civiltà)

Il museo, allora Regio museo preistorico ed etnografico, fu inaugurato il 14 marzo 1876 dal suo fondatore, Luigi Pigorini (1842-1925), nel centro di Roma, in un'ala del Palazzo del Collegio Romano, il quale fu edificato alla fine del Cinquecento dalla Compagnia di Gesù. Sin dal XVII secolo il Collegio dei Gesuiti aveva ospitato il Museo Kircheriano, una raccolta di antichità e di curiosità varie messa insieme da padre Athanasius Kircher, che rappresenta il primo nucleo di quello che sarà il futuro museo. Nel corso degli anni poi, grazie a donazioni, scambi e acquisti, le collezioni del museo si sono arricchite di altri preziosi reperti.
Tra il 1962 e il 1977 il museo fu trasferito all'EUR, nel "palazzo delle Scienze" su piazza Guglielmo Marconi. Qui il museo conservò la sua originaria organizzazione in due settori, uno dedicato alla preistoria e uno all'etnografia, disposti su tre piani collegati da grandi scalinate. La ragione di tale accostamento era legata una concezione oggi giudicabile arretrata e per certi versi deprecabile, secondo la quale lo studio delle civiltà "preistoriche" contemporanee potesse gettare luce sulla "nostra" preistoria. Tale visione è stata nel tempo superata, anche grazie al confluire di altre collezioni. 
Nel 2011 sono qui confluite anche le collezioni del disciolto Museo africano. È attualmente in corso un nuovo percorso di ricerca critica sui reperti coloniali, in funzione di un futuro allestimento all'interno del Museo delle civiltà.

## Descrizione
Le collezioni del museo si dividono in due temi: preistoria e oggetti di interesse etnografico. 
La sezione preistoria è formata da importanti reperti del Lazio preistorico, come la ricostruzione con pezzi originali di una porzione di paleosuperficie del giacimento del Paleolitico inferiore di Castel di Guido, il cranio neanderthaliano della Grotta Guattari al Circeo, industrie litiche, resti di fauna pleistocenica e manifestazioni artistiche paleolitiche provenienti dalla Grotta Polesini. Di straordinario valore sono anche i reperti provenienti dagli scavi subacquei in località "la Marmotta", nel comune di Anguillara Sabazia, sul lago di Bracciano, tra i quali In particolare è da segnalare una piroga, di circa 10m di lunghezza, scavata nel legno di quercia. Le collezioni che si concentrano su Neolitico, età del rame, età del bronzo ed età del ferro presentano, invece, significative produzioni ceramiche della Grotta Patrizi, la ricostruzione della Tomba della Vedova scoperta nella necropoli eneolitica di Ponte San Pietro, la piroga monossile rinvenuta nella necropoli del Caolino al Sasso di Furbara e una ricca documentazione di corredi (vasi ed oggetti in bronzo e ferro) delle necropoli laziali, oltre al ripostiglio di asce di bronzo rinvenuto ad Ardea.
La sezione etnografica, i cui oggetti sono ordinati in base all'areale geografico di pertinenza, è costituita da oggetti provenienti dal Museo Kircheriano, dalle “curiosità esotiche” riportate in Europa dopo la scoperta dell’America e conservate nelle più importanti collezioni dell’Italia settecentesca, come quelle del Cardinale Flavio Chigi Senior e del Cardinale Stefano Borgia, e gli oggetti giunti in Italia tra la fine dell’800 e i primi decenni del ‘900 a opera di mercanti, viaggiatori e missionari. Le collezioni di interesse etnografico si arricchirono infatti grazie a donazioni e acquisti: i regnanti italiani, per esempio, donarono numerosi oggetti, tra cui degli strumenti musicali provenienti dall’Indostan e degli ornamenti femminili delle culture nomadi del nord Africa. Da altri punti di vista, invece, Luigi Pigorini stringeva accordi, sia tramite il Ministero della Pubblica Istruzione che personalmente, con i comandanti delle spedizioni scientifiche transoceaniche organizzate dal Ministero della Marina, affinché fosse riportato in Italia il maggior numero possibile di oggetti e fotografie dalle terre toccate durante le navigazioni. Inoltre la Società Geografica Italiana, che aveva sede nel piano terreno del Collegio Romano, depositava nel Regio Museo gli oggetti di interesse etnografico provenienti dalle sue spedizioni, tra i quali numerosi sono stati quelli raccolti da Giacomo Bove nella Terra del Fuoco e da Romolo Gessi nelle regioni dell’Africa Orientale.

### Africa
L'allestimento prevede un percorso che illustra in tre momenti storici fondamentali l'incontro tra l'Africa e l'Occidente: l'esplorazione europea della costa occidentale, avvenuta tra il 1434 ed il 1488; l'esplorazione dell'interno del continente, avvenuta nel XIX secolo; l'arrivo delle produzioni artistiche africane nel mondo occidentale, agli inizi del XX secolo, e la conseguente influenza di queste sulle parti plastiche occidentali. Di particolare rilievo alcuni oggetti in avorio della Nigeria e dei feticci provenienti dal Bacino nel Congo.

### America
L'esposizione è costituita dalle sale che si riferiscono alle culture archeologiche della Mesoamerica, dell'America Centrale e del Mondo Andino, e gli oggetti esposti, divisi per aree tematiche, illustrano la vita delle popolazioni che abitarono il continente, tra attività domestiche e pratiche rituali. Il percorso espositivo espone le maschere a mosaico messicane e le diverse manifestazioni dell'arte plumaria e della cultura materiale dell'Amazzonia, ed è inoltre esposta una collezione di reperti archeologici messicani e sudamericani. Parte dell'esposizione si concentra anche sul tema dell'incontro delle civiltà americane con il mondo europeo.

### Asia
Le collezioni asiatiche, di cui neanche una selezione è per ora esposta all'interno del Museo delle Civiltà, sono frutto dei lasciti di vari viaggiatori italiani in Oriente. Il Museo possiede diversi fondi, tra i quali si ricordano: il fondo Vincenzo Ragusa, una raccolta di 4 172 oggetti tra cui vasi di bronzo e di ceramica, statuette di bronzo, armi, strumenti musicali, lacche, abiti, maschere, dipinti, xilografie e oggetti di uso quotidiano; il fondo Giuseppe Ros, che raccoglie circa 2 000 oggetti di interesse strettamente etnologico che documentano aspetti della vita domestica cinese; la collezione Fea, acquistata nel 1889, costituita da circa 1 200 pezzi di provenienza birmana; la raccolta di Enrico Hillyer Giglioli, con giade cinesi e giapponesi, e oggetti di ambito cultuale buddhista provenienti dal Tibet; e la straordinaria collezione di strumenti musicali indiani donata dal Raja Sourindro Mohun Tagore a re Vittorio Emanuele II (ceduta al Museo nel 1879). A partire dal 2016, inoltre, le collezioni asiatiche del Museo delle Civiltà, in cui le collezioni del Museo Nazionale Preistorico Etnografico "Luigi Pigorini" sono confluite sempre nello stesso anno, sono state arricchite dall'assorbimento all'interno della struttura del Museo Nazionale d'Arte Orientale "Giuseppe Tucci", e una selezione di queste è esposta all'interno del Museo delle Civiltà in attesa dell'allestimento definitivo nei prossimi anni.

### Oceania
Le collezioni oceaniane sono costituite da circa 15 000 oggetti, dato che ne fa una delle più importanti collezioni del genere in Europa. Gli oggetti provengono dalla Melanesia, dalla Polinesia, dalla Micronesia e dall'Australia, e sono stati raccolti in maggior parte da viaggiatori, studiosi e esploratori della fine del XIX secolo. Il settore più ricco è quello della Nuova Guinea, con le raccolte ottocentesche di Lamberto Loria, Luigi Maria d'Albertis e Otto Finsch. Il percorso espositivo, invece, illustra una selezione delle collezioni suddividendola nelle seguenti aree tematiche: Case degli uomini, case degli spiriti: la Nuova Guinea; Arte e società; La competizione per il potere; Il culto degli antenati; La sacralità del potere; L’uomo e la terra.